# Italo Calvino - Lo scrittore sugli alberi
Italo Calvino - Lo scrittore sugli alberi è un documentario del 2023 diretto da Duccio Chiarini, incentrato sulla figura dello scrittore italiano Italo Calvino, realizzato utilizzando il filtro narrativo del suo romanzo Il barone rampante.

## Distribuzione
Presentato in anteprima il 29 agosto 2023 alle Giornate degli autori, nell'ambito del Festival del Cinema di Venezia, e successivamente al Prix Italia a Bari, è andato in onda il 15 ottobre 2023 su Rai 1.